# Manhunt international 2005
 (août 2023).
Si vous disposez d'ouvrages ou d'articles de référence ou si vous connaissez des sites web de qualité traitant du thème abordé ici, merci de compléter l'article en donnant les références utiles à sa vérifiabilité et en les liant à la section « Notes et références ».
Manhunt international 2005 fut la dixième édition du concours mondial de beauté masculine Manhunt international. L’élection finale se déroula le 8 septembre 2005 à Pusan (Corée du Sud). Parmi les quarante-deux candidats qui se sont présentés, le successeur du Français Fabrice Wattez fut le Turc Tolgahan Sayisman, 24 ans et diplômé en gestion d’entreprise. Il fut le deuxième Manhunt international à provenir de la région méditerranéenne.

## Résultats

### Classement
| Place                      | Candidat |
| -------------------------- | --- |
| Manhunt international 2005 | - Turquie – Tolgahan Sayisman |
| 1er dauphin                | - Lettonie – Agris Blaubuks |
| 2e dauphin                 | - Curaçao – Henry Romero |
| 3e dauphin                 | - Chine – Chen Ze Yu |
| 4e dauphin                 | - Porto Rico – Romeo Quinones |
| Top 15                     | - Nicaragua – Gabriel Huete Guillen - Panama – Jaime Enrique Beitia Correa - Venezuela – Claudio Alfredo de La Torre Laya - Jamaïque – Tafawah Thompson - Suède – Andreas Schmidt - Liban – Wissam Hanna - Corée du Sud – Lee Seung Hwan - Norvège – Jimmy Kersmo - Bolivie – Dunston Larsen Metenbrink - Taïwan – Richard Chen Wei Tung |

### Récompenses spéciales
| Titre                                                                      | Nom                   | Pays        |
| -------------------------------------------------------------------------- | --------------------- | ----------- |
| M. Sympathie (Mr Friendship)                                               | Alan Stevenson        | Écosse      |
| M. Photogénique (Mr Photogenic)                                            | Wissam Hanna          | Liban       |
| M. Physique (Mr Physique)                                                  | Miroslav Yonchev      | Bulgarie    |
| M. Popularité d’Internet (Mr Internet Popularity, élu par les internautes) | Ronald Brent Javier   | Philippines |
| M. Personnalité (Mr Personality)                                           | Alex de Assis Nunes   | Brésil      |
| Meilleur costume national (Best National Costume)                          | Richard Chen Wei Tung | Taïwan      |

### Récompenses régionales
| Manhunt des Amériques         | Dunston Larsen Metenbrink   | Bolivie      |
| Manhunt des Amériques         | Gabriel Huete Guillen       | Nicaragua    |
| Manhunt des Amériques         | Jaime Enrique Beitia Correa | Panama       |
| Manhunt d’Afrique et des îles | Leslie Donkor               | Ghana        |
| Manhunt d’Afrique et des îles | Tafawah Thompson            | Jamaïque     |
| Manhunt d’Afrique et des îles | Getty Santos                | Guam         |
| Manhunt d’Asie                | Lee Seung Hwan              | Corée du Sud |
| Manhunt d’Asie                | Jason Lim Chun How          | Malaisie     |
| Manhunt d’Asie                | Kovoor Pieris               | Sri Lanka    |
| Manhunt d’Europe              | Andreas Schmidt             | Suède        |
| Manhunt d’Europe              | Jimmy Kersmo                | Norvège      |
| Manhunt d’Europe              | Joan Nuyts                  | Belgique     |
| Manhunt méditerranéen         | Steven Luque                | Gibraltar    |
| Manhunt méditerranéen         | George Petrakis             | Grèce        |
| Manhunt méditerranéen         | Lefteris Hadljioannou       | Chypre       |

## Participants
- Afrique du Sud – William Roos
- Allemagne – Mark Wilke
- Australie – Michael Pernat
- Belgique – Joan Nuyts
- Bolivie – Dunston Larsen Metenbrink
- Bosnie-Herzégovine – Adnel Mesic
- Brésil – Alex de Assis Nunes
- Bulgarie – Miroslav Yonchev
- Cambodge – Panharit Chey
- Canada – Darren Storsley
- Chine – Chen ZeYu
- Chypre – Lefteris Hadljioannou
- Corée du Sud – Lee Seung Hwan
- Curaçao – Henry Romero
- Danemark – Hans Christian Steffensen
- Écosse – Alan Stevenson
- Ghana – Leslie Donkor
- Gibraltar – Steven Luque
- Grèce – George Petrakis
- Guam – Getty Santos
- Hong Kong – Ho Yiu-Yik
- Inde – Pawan Setpal
- Jamaïque – Tafawah Thompson
- Kowloon – Zhu Zhen Hua
- Lettonie – Agris Blaubuks
- Liban – Wissam Hanna
- Macao – Raymond Yee
- Malaisie – Jason Lim Chun How
- Malte – Wayne Grech
- Népal – Suhrid Jyoti
- Nicaragua – Gabriel Huete Guillen
- Norvège – Jimmy Kersmo
- Nouvelle-Zélande – Simon Pullar
- Panama – Jaime Enrique Beitia Correa
- Philippines – Ronald Brent Javier
- Porto Rico – Romeo Quinones
- Singapour – George Chan Kim Seong
- Sri Lanka – Kovoor Pieris
- Suède – Andreas Schmidt
- Taïwan – Richard Chen Wei Tung
- Turquie – Tolgahan Sayisman
- Venezuela – Claudio Alfredo de La Torre Laya